# Baeotus baeotus
Baeotus baeotus är en fjärilsart som beskrevs av Doubleday 1849. Baeotus baeotus ingår i släktet Baeotus och familjen praktfjärilar. Inga underarter finns listade i Catalogue of Life.

## Bildgalleri

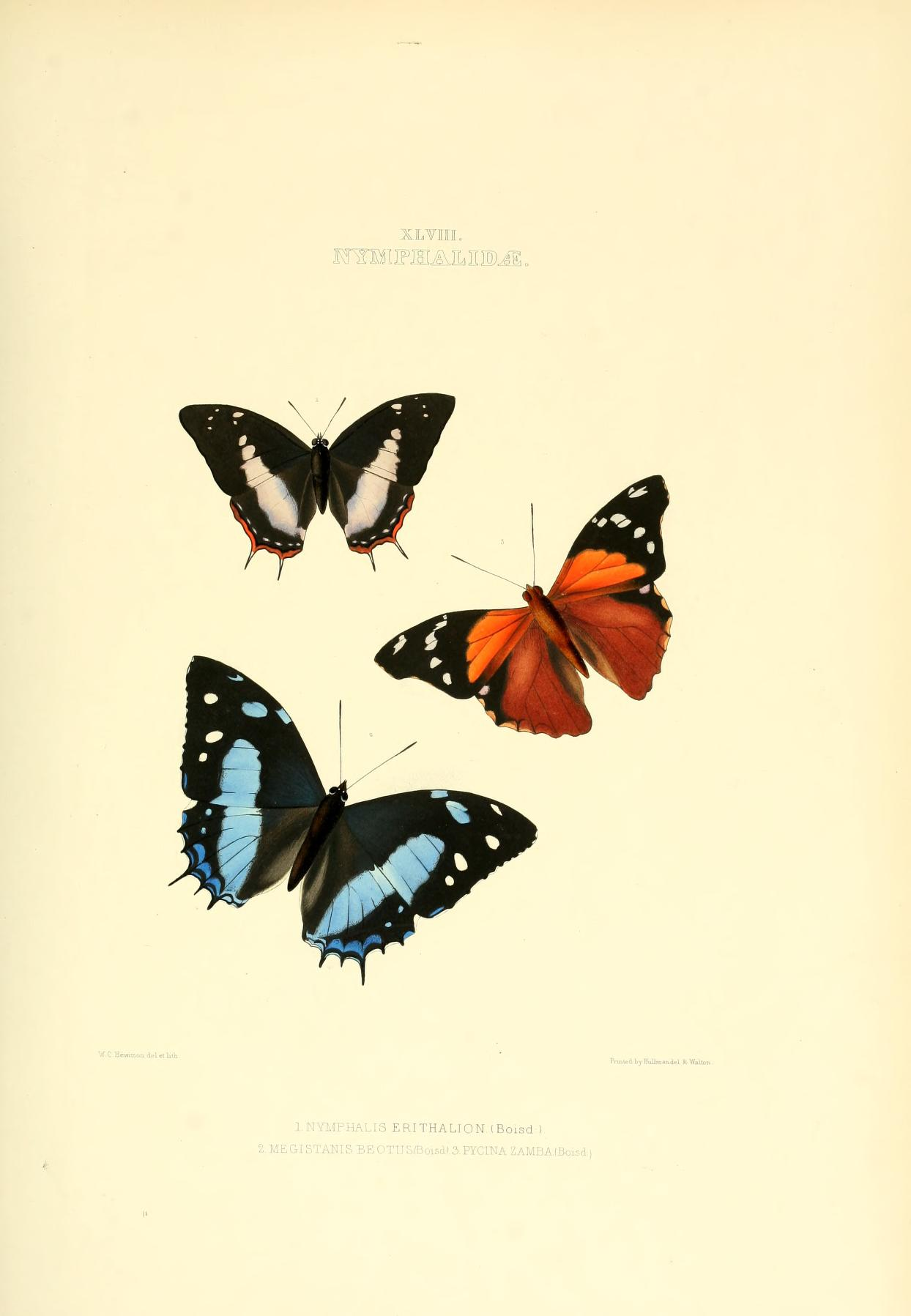